# إنغريد برغمان
إنغريد برغمان (بالسويدية: Ingrid Bergman)‏ (29 أغسطس 1915 - 29 أغسطس 1982) هي ممثلة سويدية أمريكية لعبت أدوار بطولة مجموعة متنوعة من الأفلام الأوروبية والأمريكية وأفلام التلفزيون والمسرحيات. فازت بالعديد من الجوائز، منها ثلاث جوائز أوسكار، وجائزتان من جوائز إيمي برايم تايم، وجائزة توني، وأربع جوائز غولدن غلوب، وجائزة بافتا.
ولدت برغمان في ستوكهولم لأب سويدي وأم ألمانية، وبدأت عملها التمثيلي في الأفلام السويدية والألمانية. جاء تقديمها للأميركيين في النسخة الجديدة باللغة الإنجليزية من فيلم إنترميزو (1939). بالإضافة إلى كازابلانكا الكلاسيكي الحائز على جائزة أفضل فيلم أكاديمي (1942) مع همفري بوجارت، تشمل عروضها البارزة من الأربعينيات إنتاجات الدراما وهي فور هوم ذا بيل تولز لمن تقرع له الأجراس (1943)، غازلايت  القلق (1944)، ذا بيلز أوف سانت ماري أجراس القديسة مريم (1945)، وجان دارك (1948)، وبفضلها كلها حصلت على ترشيحات لجائزة الأوسكار لأفضل ممثلة؛ ففازت بالجائزة عن غازلايت. قدّمت ثلاثة أفلام مع ألفريد هيتشكوك منها سبيلباوند المسحورة (1945)، مع غريغوري بيك، ونوتوريوس (1946)، مع كاري غرانت.
في عام 1950، لعبت دور بطولة فيلم روبرتو روسيليني سترومبولي، بعد الكشف عن أنها كانت على علاقة غرامية خارج إطار الزواج مع المخرج. تسببت العلاقة ثم الزواج من روسيليني بعد ذلك في فضيحة في الولايات المتحدة أجبرتها على البقاء في أوروبا لعدة سنوات، لعبت في أثنائها دور البطولة في فيلم روسيليني جورني تو إيتالي (1954)، الذي أثار ضجة ونال استحسانًا. عادت بنجاح إلى العمل مع استوديو في هوليود في أناستازيا (1956)، وفازت بجائزة الأوسكار الثانية لأفضل ممثلة. في عام 1958، لعبت دور البطولة للمرة الثانية مع كاري غرانت، وهذه المرة في الكوميديا الرومانسية الشهيرة إنديسكريت.
في سنواتها اللاحقة، فازت بجائزة الأوسكار الثالثة، وهي أفضل ممثلة مساعدة، عن أدائها الصغير في فيلم موردر أون ذا أورينت إيكسبرس جريمة في قطار الشرق السريع (1974). في عام 1978، عملت مع المخرج انغمار برغمان (لا قرابة بينهما) في أوتومن سوناتا، وحصلت بسببه على ترشيحها السادس لجائزة الأوسكار لأفضل ممثلة. في دورها التمثيلي الأخير، جسدت دور رئيسة الوزراء الإسرائيلية الراحلة غولدا مائير في المسلسل التلفزيوني القصير أي وومان كولد غولدا (1982)، ففازت بسببه بعد وفاتها بجائزة إيمي لأفضل ممثلة. توفيت في عيد ميلادها السابع والستين (29 أغسطس 1982) بسبب سرطان الثدي.
وفقًا لموسوعة سانت جيمس للثقافة الشعبية، سرعان ما أصبحت برغمان «المثل الأعلى للأنوثة الأمريكية» ومنافسةً لأعظم ممثلة في هوليود. في الولايات المتحدة، تُعتبر أنها جلبت «نضارة الشمال وحيويته» إلى الشاشة، إلى جانب الجمال والذكاء الاستثنائيين؛ ذات مرة، وصفها ديفيد أو. سيلزنيك بأنها «الممثلة التي تملك أكمل ضمير حي» عمل معها. في عام 1999، صنّف معهد الفيلم الأمريكي برغمان رابع أكبر أسطورة سينمائية أنثى في سينما هوليود الكلاسيكية.

## نشأتها
ولدت برغمان في 29 أغسطس 1915 في ستوكهولم، لأب سويدي، هو غوستوس سامويل برغمان (2 مايو 1871 -29 يوليو 1929)، وزوجته الألمانية فريدا هنرييت أوغست لويس برغمان (أدلر قبل الزواج) (12 سبتمبر 1884 -19 يناير 1918)، المولودة في كيل. تزوج والداها في هامبورغ في 13 يونيو 1907. سمّيت على اسم الأميرة إنغريد من أميرات السويد. ترعرعت في السويد، لكنها قضت العطل الصيفية في ألمانيا، وتحدثت الألمانية بطلاقة.
توفيت والدتها عندما كانت تبلغ من العمر عامين. وتوفي والدها، الذي كان فنانًا ومصوّرًا، عندما كانت في الثالثة عشرة من عمرها. في السنوات التي سبقت وفاته، أرادها أن تصبح نجمة أوبرا، وجعلها تحضر دروسًا للصوت مدة ثلاث سنوات. لكنها دائمًا «عرفت منذ البداية أنها تريد أن تصبح ممثلة»، وكانت أحيانًا ترتدي ملابس والدتها وتنظم مسرحيات في استوديو والدها الفارغ. وثّق والدها جميع أعياد ميلادها بكاميرا مستعارة.
بعد وفاة والدها، أُرسلت للعيش مع أخته إلين برغمان، التي توفيت بسبب مرض القلب بعد ستة أشهر فقط. ثم انتقلت للعيش مع خالتها هولدا والعم أوتو، وأولادهم الخمسة. روت إلسا أدلر، خالة أخرى زارتها أطلقت عليها إنغريد اسم «موتي»، للطفلة البالغة من العمر 11 عامًا أسطورة عائلية، وفقًا لسيرة تشارلوت تشاندلر عن إنغريد برغمان، أن والدتها ربما تكون قد «امتلكت بعض الدم اليهودي، أي لها أصول يهودية». مع ذلك، تعتقد واحدة من كُتّاب سيرة برغمان -ألكساندرا زيوكوفسكا بويم- أن الادعاء كان على الأرجح مُنمّقًا. بعد إجراء تحقيق متعمّق في الأنساب، لم يجد ابن خالة برغمان أي أسلاف يهود من جانب والدة برغمان. علاوة على ذلك، فإن التحقيق في أصول برغمان في عام 1938 عندما وقّعت عقدًا مع شركة يونيفرسوم فيلم الألمانية لم يجد لها سوى أسلاف غير يهوديين.

## وصلات خارجية
- إنغريد برغمان على موقع IMDb (الإنجليزية)
- إنغريد برغمان على موقع الموسوعة البريطانية (الإنجليزية)
- إنغريد برغمان على موقع مونزينجر (الألمانية)
- إنغريد برغمان على موقع ألو سيني (الفرنسية)
- إنغريد برغمان على موقع ميوزك برينز (الإنجليزية)
- إنغريد برغمان على موقع تيرنر كلاسيك موفيز (الإنجليزية)
- إنغريد برغمان على موقع أول موفي (الإنجليزية)
- إنغريد برغمان على موقع قاعدة بيانات برودواي على الإنترنت (الإنجليزية)
- إنغريد برغمان على موقع قاعدة بيانات الأفلام السويدية (السويدية)
- إنغريد برغمان على موقع إن إن دي بي (الإنجليزية)